# Laurie Metcalf
Lauren Elizabeth Metcalf, més coneguda com a Laurie Metcalf (Carbondale, Illinois, 16 de juny de 1955), és una actriu estatunidenca. És coneguda per interpretar els papers de Jackie Harris a la sèrie Roseanne, Mary Cooper a The Big Bang Theory, la Sra. Davis a la sèrie de pel·lícules d'animació Toy Story i Debbie Salt a Scream 2. Guardonada amb tres premis Emmy, ha estat nominada a dos Globus d'Or, un premi Tony i a premis del Sindicat d'Actors.

## Biografia

### Primers anys
Era la més gran de tres germans i es va criar a Edwardsville (Illinois). El seu pare era el director de pressupost de la Southern Illinois University Edwardsville i la seva mare era bibliotecària. La seva tieta-àvia va guanyar un premi Pulitzer.

### Carrera
Metcalf va estudiar a la Universitat Estatal d'Illinois i va obtenir l'any 1977 el batxillerat en arts en teatre. Van ser companys seus de teatre, entre d'altres, John Malkovich, Glenne Headley, Joan Allen i Gary Sinise. Metcalf va començar la seva carrera professional a Steppenwolf, on va adoptar el malnom de "pantalons bojos". L'any 1981 va ser contractada com a intèrpret a Saturday Night Live, però només va aparèixer en un episodi abans que terminés abruptament la temporada a causa de la vaga d'un escriptor.
L'any 1983, Metcalf va anar a Nova York per participar en una producció de Steppenwolf, Balm in Gilead, per la qual va rebre un premi Obie l'any 1984 a la Millor Actriu. Metcalf va rebre molts elogis per la interpretació de Darlene, específicament per un monòleg de vint minuts durant el segon acte. Es va traslladar a viure a Manhattan i va començar a treballar en cinema i teatre. Va treballar en una obra de David Mamet, November.
Fins a finals de juny de 2009, Metcalf va protagonitzar al costat de French Stewart l'obra de Justin Tanner, Voice lessons, a Hollywood abans de començar els assajos per fer de Kate Jerome en la reposició de Broadway de l'obra semiautobiogràfica de Neil Simon, Brighton Beach Memoirs i Destino Broadway, dirigida per David Cromer. Metcalf va treballar en dues obres més el maig de 2010 a Broadway i el maig de 2011 a Hollywood.

#### Televisió i cinema
Metcalf ha interpretat molts papers que van des d'interpretacions petites fins a papers molt grans, entre d'altres: Desperately Seeking Susan, Making Mr. Right, Miles from Home, Afers Interns, Stars and Bars, Oncle Buck, Artie Lange's Beer League, A Dangerous Woman... A JFK, va interpretar un paper dramàtic d'investigadora cap i també va interpretar el paper de mare assassina de Billy Loomis a la pel·lícula de terror Scream 2.
Ha aparegut a diverses sèries de televisió, a més d'haver estat membre del repartiment d'un sol episodi de Saturday Night Live. És coneguda com a Jackie, germana de la protagonista de la sèrie d'èxit Roseanne. Gràcies a aquesta actuació va guanyar tres premis Emmy consecutius. Roseanne es va fer entre els anys 1988 i 1997, i Laurie va aparèixer com a Jackie durant tota la sèrie.
També va interpretar un paper a la sèrie Desperate Housewives, pel qual va rebre un premi Emmy i una nominació al premi Satèl·lit i va actuar amb el seu exmarit Jeff Perry en un episodi de Grey's Anatomy.
Actualment té un paper recurrent com a estrella convidada interpretant la mare de Sheldon Cooper, Mary, a The Big Bang Theory, on treballa amb alguns companys de la sèrie Roseanne, com ara Johnny Galecki i Sara Gilbert.

### Vida personal
L'any 1983, Metcalf es va casar amb el cofundador de Steppenwolf, Jeff Perry. Van tenir una filla, Zoe, l'any 1984 i es van divorciar el 1992.
Uns anys més tard, Laurie es va enamorar de Matt Roth, qui va interpretar el paper del seu nuvi Fisher en uns quants episodis de Roseanne. L'any 1993 van tenir un fill, Will, i es van casar al cap de poc temps. Han treballat plegats en diverses ocasions: en el thriller de 1994, Sola en la penumbra, i el drama de 1998, Chicago Cab. Metcalf i Roth també van aparèixer en el mateix episodi de Desperate Housewives. L'any 2005 van tenir una altra filla, Mae.
Al setembre de 2011, Matt va presentar documents en què al·legava diferències irreconciliables i es van separar.

## Filmografia

### Cinema
| Any  | Títol                                                        | Paper                        | Notes               |
| ---- | ------------------------------------------------------------ | ---------------------------- | ------------------- |
| 1978 | A Wedding                                                    | Maid                         | No surt als crèdits |
| 1985 | Buscant la Susan desesperadament (Desperately Seeking Susan) | Leslie Glass                 |                     |
| 1987 | Fabricant l'home perfecte (Making Mr. Right)                 | Sandy                        |                     |
| 1988 | Candy Mountain                                               | Alice                        |                     |
| 1988 | Stars and Bars                                               | Melissa                      |                     |
| 1988 | The Appointments of Dennis Jennings                          | Emma                         | Curtmetratge        |
| 1988 | Miles from Home                                              | Ballarina exòtica            |                     |
| 1989 | Uncle Buck                                                   | Marcie Dahlgren-Frost        |                     |
| 1990 | Internal Affairs                                             | Amy Wallace                  |                     |
| 1990 | Pacific Heights                                              | Stephanie MacDonald          |                     |
| 1991 | JFK                                                          | Susie Cox                    |                     |
| 1992 | Mistress                                                     | Rachel Landisman             |                     |
| 1993 | Una dona perillosa (A Dangerous Woman)                       | Anita Bell                   |                     |
| 1994 | The Secret Life of Houses                                    | Ann                          |                     |
| 1994 | Blink                                                        | Candice                      |                     |
| 1995 | Leaving Las Vegas                                            | Landlady                     |                     |
| 1995 | Toy Story                                                    | Mrs. Davis                   | Veu                 |
| 1996 | Dear God                                                     | Rebecca Frazen               |                     |
| 1997 | U Turn                                                       | Bus Station Clerk            |                     |
| 1997 | Chicago Cab                                                  | Female Ad Exec               |                     |
| 1997 | Scream 2                                                     | Debbie Loomis/Debbie Salt    |                     |
| 1998 | Bulworth                                                     | Mimi                         |                     |
| 1999 | Runaway Bride                                                | Betty Trout                  | No surt als crèdits |
| 1999 | Toy Story 2                                                  | Mrs. Davis                   | Veu                 |
| 2000 | Timecode                                                     | Dava Adair                   | Escenes eliminades  |
| 2002 | El planeta del tresor (Treasure Planet)                      | Sarah Hawkins                | Veu                 |
| 2005 | Dick i Jane: Lladres de riure (Fun with Dick and Jane)       | Phyllis                      | No surt als crèdits |
| 2006 | Steel City                                                   | Marianne Karn                |                     |
| 2006 | Artie Lange's Beer League                                    | Mare d'Artie                 |                     |
| 2007 | Meet the Robinsons                                           | Lucille Krunklehorn-Robinson | Veu                 |
| 2007 | Georgia Rule                                                 | Paula Richards               |                     |
| 2008 | Stop-Loss                                                    | Mrs. Colson                  |                     |
| 2008 | Persepolis                                                   | Mare del jove                | Veu                 |
| 2010 | Toy Story 3                                                  | Mrs. Davis                   | Veu                 |
| 2011 | Hop                                                          | Mrs. Bunny                   | Veu                 |
| 2017 | Lady Bird                                                    | Marion McPherson             |                     |

## Premis i nominacions
Premis
- 1992: Primetime Emmy a la millor actriu secundària en sèrie de televisió còmica per Roseanne
- 1993: Primetime Emmy a la millor actriu secundària en sèrie de televisió còmica per Roseanne
- 1994: Primetime Emmy a la millor actriu secundària en sèrie de televisió còmica per Roseanne

Nominacions
- 1993: Globus d'Or a la millor actriu secundària en sèrie, minisèrie o telefilm per Roseanne
- 1995: Globus d'Or a la millor actriu secundària en sèrie, minisèrie o telefilm per Roseanne
- 1995: Primetime Emmy a la millor actriu secundària en sèrie de televisió còmica per Roseanne
- 1999: Primetime Emmy a la millor actriu convidada en sèrie de televisió còmica per 3rd Rock from the Sun
- 2006: Primetime Emmy a la millor actriu convidada en sèrie de televisió còmica per Monk
- 2007: Primetime Emmy a la millor actriu convidada en sèrie de televisió còmica per Desperate Housewives